# NGC 4971
NGC 4971 (również PGC 45406) – galaktyka soczewkowata (SB0), znajdująca się w gwiazdozbiorze Warkocza Bereniki. Odkrył ją Heinrich Louis d’Arrest 23 kwietnia 1865 roku.